# Березники (Московская область)
Березники — деревня в Зарайском районе Московской области, в составе муниципального образования сельское поселение Каринское (до 29 ноября 2006 года входила в состав Авдеевского сельского округа).

## География
Березники расположены в 8 км на юг от Зарайска, на правом берегу реки верхний Осётрик, высота центра деревни над уровнем моря — 145 м.

## Население
| 2002 | 2006 | 2010 |
| ---- | ---- | ---- |
| 5    | ↘3   | ↘0   |

## История
Березники впервые в исторических документах, как слободка, упоминаются в 1790 году, когда в нём числилось 3 двора и 15 жителей, в 1858 году — 9 дворов, 37 жителей, в 1884 году — 13 дворов и 70 жителей, в 1906 году — 14 дворов и 74 жителя. В 1930 году был образован колхоз «Красные Березники», с 1950 года в составе колхоза «Вперед», с 1961 года — в составе совхоза «Авдеевский».